# Меклер, Лазарь Борисович
Лазарь Борисович Меклер (1921, Москва — 2004, Израиль) — советский и российский учёный-биолог, создатель официально неподтверждённого метода определения общего стереохимического генетического кода (без рентгеноструктурного анализа).

## Биография
Участник Великой Отечественной войны — проходил службу на флоте. Там серьёзно заболел, получил III инвалидную группу.
Учился на геофаке института и параллельно этому увлёкся биологией и биохимией. На третьем курсе института поступил на должность младшего научного сотрудника в лабораторию белков академика Зелинского.
Работал в НИИ по оборонной промышленности (занимался порохами). Затем перешёл в институт биохимии, после перешёл в институт психиатрии и занимался проблемой шизофренизма. Перевёл 9 книг с английского на русский язык для себя, получая знания в области молекулярной биологии, иммунологии. Затем работал референтом в институте Информации. За это время написал более 67 научных работ, из них 7 были опубликованы во всемирно известном журнале Nature.
С 1967 по 1973 год руководитель группы «Иммунохимия опухолей» Института экспериментальной и клинической онкологии АМН СССР. Впервые заявил об открытии общего стереохимического генетического кода. Впоследствии, вместе с Р. Идлис разработал теорию его реализации.
В 1968 году в Пущине, в Институте биофизики, защитил диссертацию на тему «Структуры и поверхности вирусов и клеток. Некоторые вопросы теории и методы экспериментального решения проблемы». Ученый совет Института биофизики АН присудил Л. Б. Меклеру одновременно две учёные степени — кандидата и доктора биологических наук (кандидатскую ВАК утвердил, а диплом доктора наук Меклер так и не получил). Консультантом был Жданов. Одна из тем, представленных в этой диссертации, — «Разработка препарата для дифференциальной диагностики респираторных вирусных инфекций».
«Дело в том, что дети, поступающие в приемный покой больницы, часто бывают заражены гриппом, аденовирусной инфекцией, парагриппозной инфекцией, которые клинически отличить невозможно. Поэтому дети заражали друг друга и погибали. Я разработал метод экспресс-диагностики, позволяющий сортировать поступающих больных, что исключило перекрестное заражение», — этот метод без всяких изменений работает по сей день.
В 1979 году Меклер и его жена, математик Р. Г. Идлис, смоделировали пространственную структуру пяти белков и послали сообщение об этом в журнал «Биофизика». В журнале статья не была опубликована из-за её огромного размера, она была депонирована в ВИНИТИ. А через полгода структура одного из этих белков была расшифрована методом рентгеноструктурного анализа, и оказалось, что модель, построенная Меклером, ей соответствует. В 1987 году, в первом выпуске на ЦТ СССР телепрограммы «Взгляд» был показан сюжет о Лазаре Борисовиче-«как о непризнанном гении современности». Тем не менее, предъявить свои изобретения комиссии, Л. Меклер под различными предлогами отказался. В 1992 году по инициативе Меклера была создана комиссия, в которую вошли четыре доктора наук: генеральный директор Российского отделения Всемирной лаборатории, заведующий отделом Института системного анализа РАН, член-корреспондент РАН В. А. Геловани, профессор Института кристаллографии РАН Э. Г. Арутюнян, заведующий лабораторией Института биоорганической химии РАН В. З. Плетнев и сотрудник Института нормальной физиологии РАМН А. А. Замятнин. Комиссия устроила проверку предсказательной способности теории Меклера—Идлис в «слепом» эксперименте. Проверяемые успешно справились со всеми 17 экспериментальными заданиями. Заключение комиссии достаточно красноречиво: «Предсказательная сила метода Л. Б. Меклера и Р. Г. Идлис выдержала самое серьёзное испытание».
Последняя его статья в России появилась в 1993 году в научно-популярном журнале «Природа». Её предваряло вступление директора Института биоорганической химии РАН академика Вадима Тихоновича Иванова, в которой он хотя и упрекнул Меклера в излишней категоричности и игнорировании других данных, но все же заключил: «При всей спорности, непривычности аргументации ей (теории) нельзя отказать в логичности, чрезвычайно широком охвате материала».
В том же году Меклер покинул Россию, уехав в Израиль (но не отказался от гражданства РФ).

## Семья
Трое детей.

## Мнения
Тогда в Москве необычайную активность развил некто Лазарь Меклер, который убедил легковерных журналистов, что он гений и что он решил проблему самоорганизации молекулы белка. Он ко всем, в том числе и ко мне, приставал со своей «гениальной» работой, подробности которой он, впрочем, так никогда и не обнародовал из опасения, что её у него украдут. Он мне регулярно звонил, и я под всяческими предлогами уклонялся от общения с ним. Но он сумел промылиться к АД. Так как деятельность Меклера была в области моей экспертизы, АД спросил мое мнение. Учитывая загруженность АД всем на свете, я не стал пускаться в длинные объяснения, а просто сказал, что Меклер шарлатан и, если он опять возникнет, я советую спустить его с лестницы. Через пару дней мне звонит Меклер и извергает на меня поток площадной брани. Я сначала опешил, а потом понял, что АД буквально передал ему то, что я о нём сказал. Разумеется, я повесил трубку. Когда я вскоре был у Сахаровых дома, я выразил АД свою претензию: «Зачем же Вы передали Меклеру мои слова? Мне пришлось услышать в свой адрес столько матерных эпитетов, сколько я не слышал за всю мою жизнь». Пожалуй, я никогда не видел, чтобы АД так смеялся.— Максим Франк-Каменецкий